# آرامگاه میر عبدالله
آرامگاه میر عبدالله مربوط به سده‌های میانه دوران‌های تاریخی پس از اسلام است و در شهرستان بهبهان، بخش مرکزی، دهستان منصوریه، ۷۰۰ متری شمال روستای قالند علیا واقع شده و این اثر در تاریخ ۲۷ آبان ۱۳۸۶ با شمارهٔ ثبت ۲۰۲۸۸ به‌عنوان یکی از آثار ملی ایران به ثبت رسیده است.